# 엑소브레인
엑소브레인(Exobrain)은 “내 몸 바깥에 있는 인공 두뇌”라는 뜻으로 ‘세계 최고인공지능 기술 선도’라는 비전을 달성하기 위하여 미래창조과학부 소프트웨어 분야의 국가 혁신기술 개발형 R&D 과제이다. 엑소브레인의 목표는 ‘자연어를 이해하여 지식을 자가학습하며, 전문직종에 취업 가능 수준의 인간과 기계의 지식소통이 가능한 지식과 지능이 진화하는 SW’를 개발하는 것이다. 과제의 1단계가 완료되어 가는 시점인 2016년 11월 18일에 EBS 장학퀴즈 <대결! 엑소브레인>을 통해 인간과의 지식대결에서 승리하여 화제를 모았다.

## 연구 목표
교육/법률/특허 등 전문지식 상담이 가능하고, 지식 기반의 판단을 지원하며, 전문직종 의사 결정 지원, 지능형 단말의 인공두뇌로 활용하는 것이 가능하며, 지식 산업환경에서 전문가 수준의 질의응답(Question Answering)을 통한 지식 서비스를 제공할 수 있는 SW를 개발하는 것을 목표로 한다.

## 연구 배경
자연어 질의응답 기술 개발을 위한 글로벌 경쟁이 시작되었다. 인공지능 분야의 제일 어려운 난제이나, 성공시 매우 수익성이 높은 미개척분야이다. 데이터 측면에서 보면 현재 정보의 80%는 자연어로 기술된 텍스트 빅데이터이며, ‘누가 먼저 많은 가치를 창출해 내느냐’가 기업의 성패를 좌우하는 지식산업시대가 도래하였다. SW 측면에서는 IBM의 슈퍼컴퓨터 왓슨이 미국 ‘제퍼디’ 퀴즈쇼를 2011년에 우승하였으며, 구글은 Knowledge Graph 개발을 진행 중이다. 애플은 2014년에 IBM 왓슨과 협력을 추진하고 있다. 시장 측면에서는 블루오션으로 급부상하고 있으며, Gartner는 IT 역사상 가장 혁신적인 기술로써 2020년 인간의 지적 노동을 보조하는 스마트 머신이 등장할 것이라 전망하였고, McKinsey는 2025년에 지식노동의 자동화를 통한 QA 시장 개화를 전망하였다.

## 핵심 기술
엑소브레인의 핵심기술은 ① 자연어 이해 기술, ② 지식 학습 기술, ③ 자연어 질의응답 기술이다. 자연어 이해 기술은 자연어로 기술된 텍스트의 어휘, 문법, 문맥의 의미 이해를 위한 한국어 처리 기술이다. 지식 학습 기술은 빅데이터로부터 새로운 지식의 학습 및 생산을 진행하는 기술이다. 자연어 질의응답 기술은 여러 개의 문장으로 구성된 질문을 이해하고 정형/비정형 지식으로부터 정답을 추론하는 기술이다.

## 지식대결
2016년 11월 18일에 한국교육방송공사(EBS) 장학퀴즈 <대결! 엑소브레인>에서 국내기술로 개발된 엑소브레인과 인간 퀴즈왕 4명과의 지식대결을 한국전자통신연구원(ETRI) 대강당에서 진행하였다. 18일 지식대결에서 엑소브레인은 장학퀴즈 시즌1 우승팀 참가자인 안산 동산고 3학년 재학생, 시즌2 우승팀 참가자인 대원외고 2학년 재학생, 2016년 수능시험에서 만점을 받은 서울대 재학생, 방송사 두뇌게임 프로그램에서 준우승한 KAIST 수리과학과 재학생 총 4명과 자웅을 겨뤄 인간 퀴즈왕 중 350점으로 최고 점수를 받은 참가자와 160점 차이인 510점을 획득해 완승하였다.